# Susana Castanera Gómez
Susana Castanera Gómez (Pamplona, 30 de mayo de 1968) es una abogada y política navarra, alcaldesa de Allo (Navarra) desde 2017.

## Biografía
Se licenció en Derecho por la Universidad de Zaragoza. Posteriormente estudió un máster en Igualdad y Políticas de Género en la Universidad Rey Juan Carlos y es Experta Universitaria en Dirección de RRHH por la UNED.

### Trayectoria profesional
Ejerció como Asesora Jurídica en CCOO, entidad en la que además desempeñó los cargos de Secretaria de Organización y Finanzas, Secretaria de Acción Sindical y Secretaria de Mujer de la Federación de Sanidad y Sectores Sociosanitarios.
Entre 2010 y 2018 fue mediadora en el Tribunal Laboral de Navarra. Desde 1998 hasta 2006 fue formadora impartiendo cursos de asesoramiento laboral. En 1996 funda su propia empresa dedicada al sector inmobiliario y a la comercialización de seguros.
Ha publicado diversos artículos comentando sentencias en la publicación JurídiCCOO Cuadernos Sanitarios.

### Trayectoria política
En 2015 fue elegida concejala de Allo por el PSN-PSOE y desde el 10 de junio de 2017 es alcaldesa de esta localidad navarra.
Durante su mandato como alcaldesa ha impulsado diversas acciones para paliar las causas de la despoblación, especialmente la redacción de un Plan General Urbanístico, la proyección de un polígono industrial para atraer empresas, la creación de un Centro Polivalente de Tercera Edad, de un centro joven y más recientemente, las dos intersecciones de la variante de Allo para transformarlas en rotondas para reducir el riesgo de colisiones y disminuir la velocidad de la vía.
Es miembro del G100 Rural Proofing. Es socia fundadora de Anahira España y Anahira Navarra, primera asociación de mujeres políticas en el ámbito local.
En 2022 participó en la Mesa de municipalismo "Municipalismo y repoblación rural" y en la Red Nacional de Pueblos Acogedores.